# Triumph Acclaim

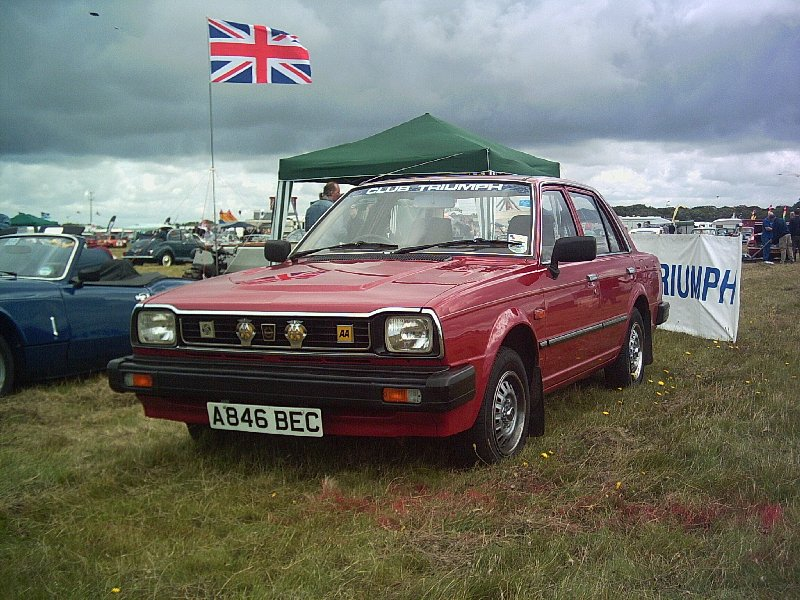
Triumph Acclaim

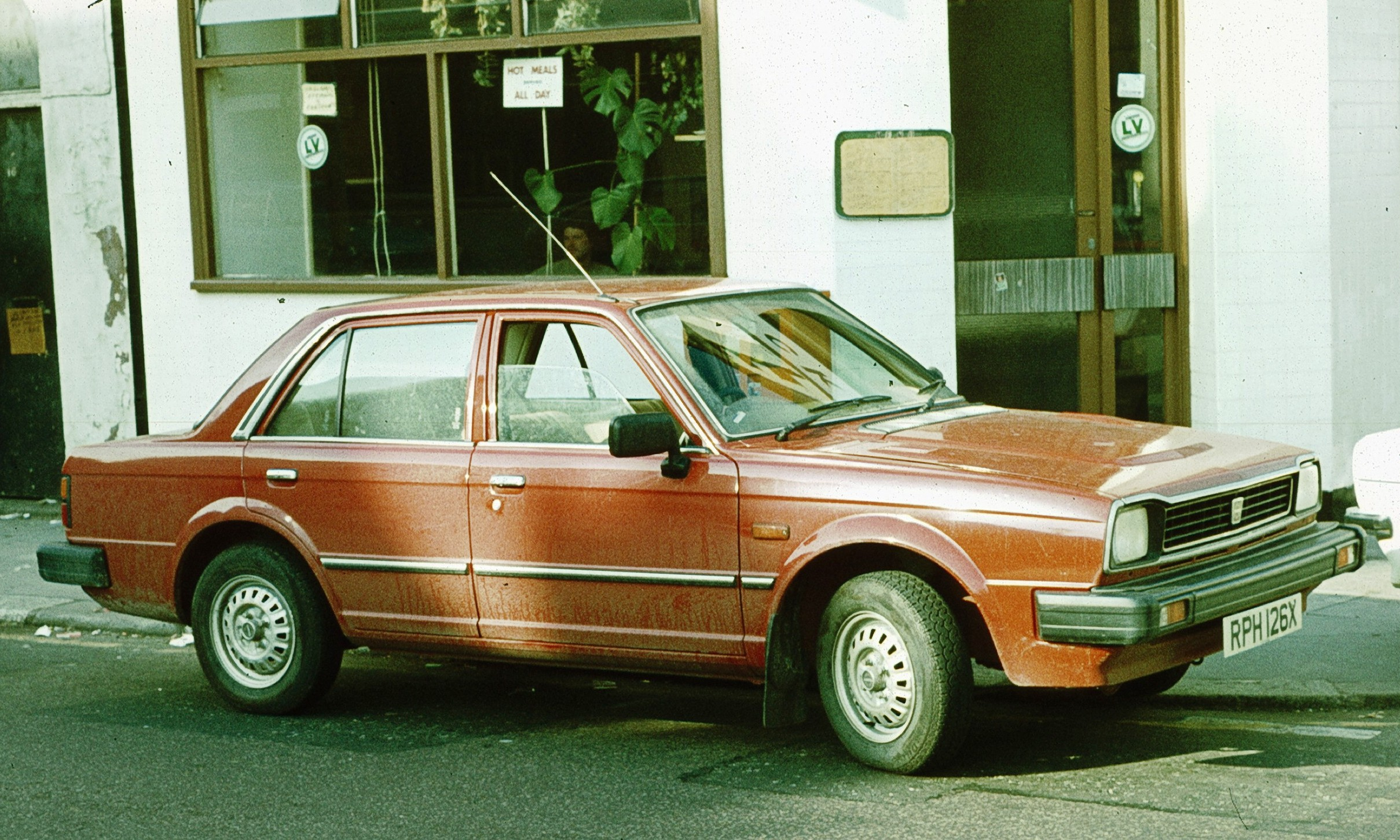
Triumph Acclaim

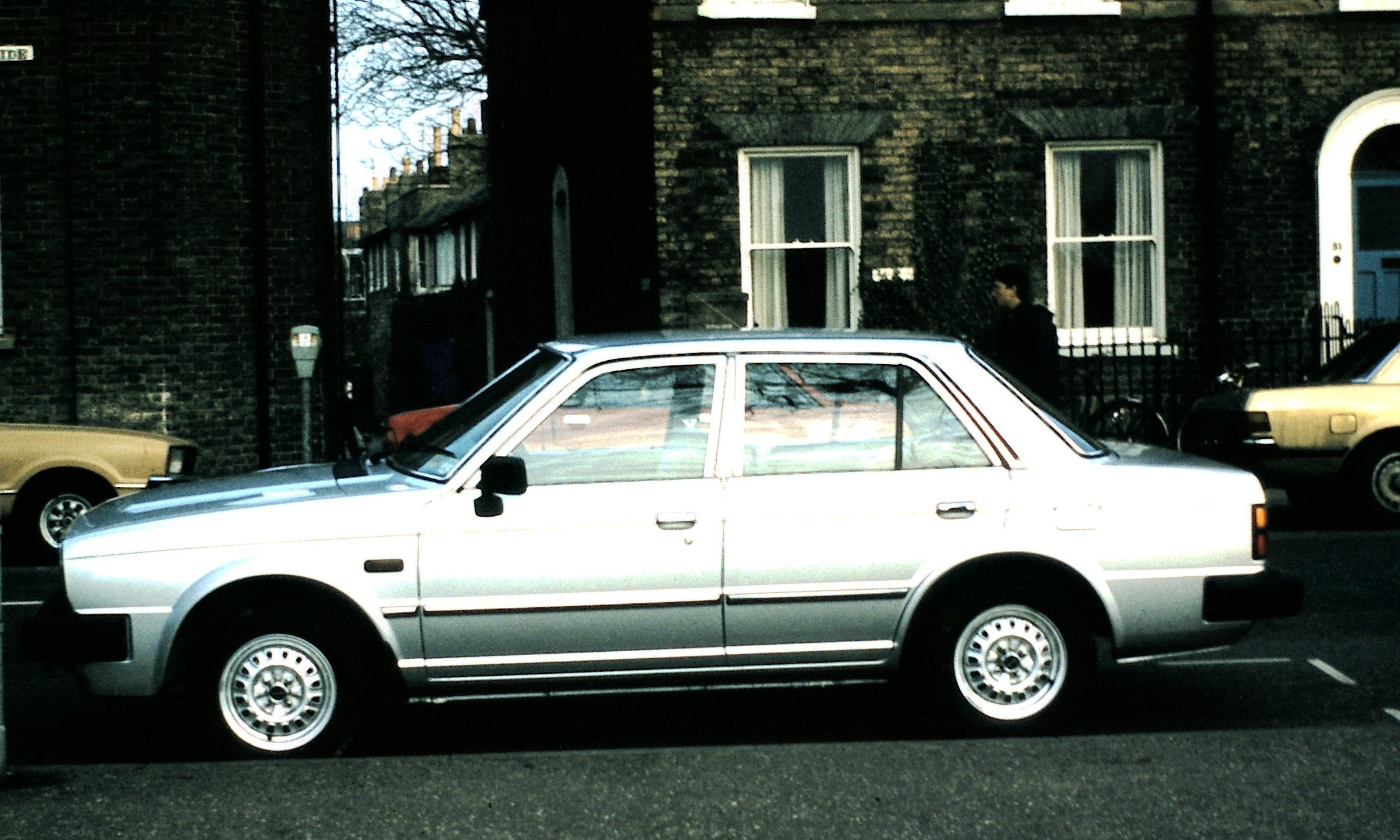
Triumph Acclaim z boku

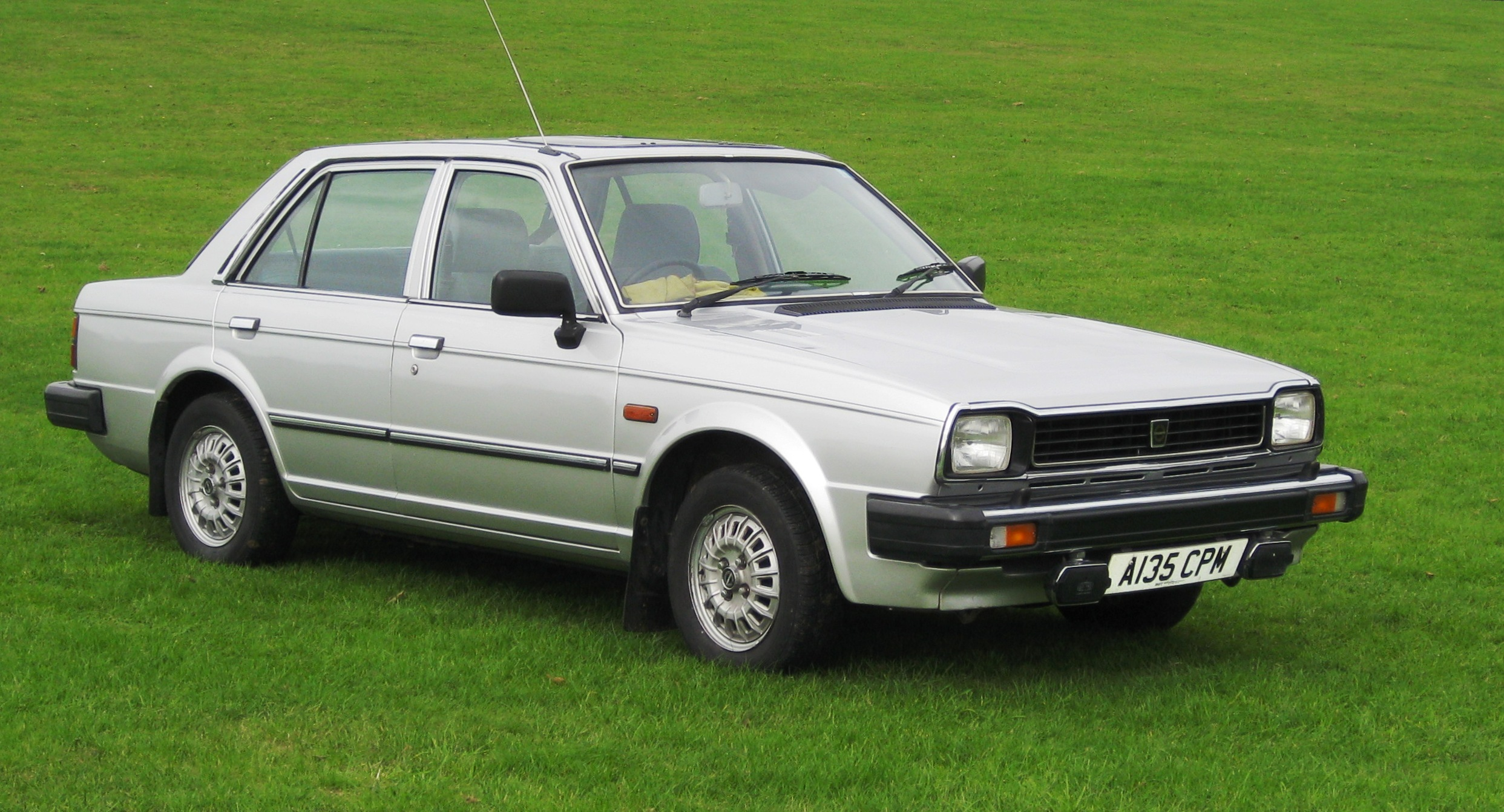
Triumph Acclaim

Triumph Acclaim – czterodrzwiowy sedan, konstrukcyjnie oparty na Hondzie Ballade.
Triumph Acclaim to ostatni model produkowany pod marką Triumph. Proces rozwoju projektu rozpoczął się w 1978 roku, kiedy to British Leyland rozpoczęło współpracę z Hondą na temat skonstruowania rodzinnego auta. 18 miesięcy później auto weszło do produkcji. Łącznie wyprodukowano 133 625 modeli.